# Liste der koptischen Päpste

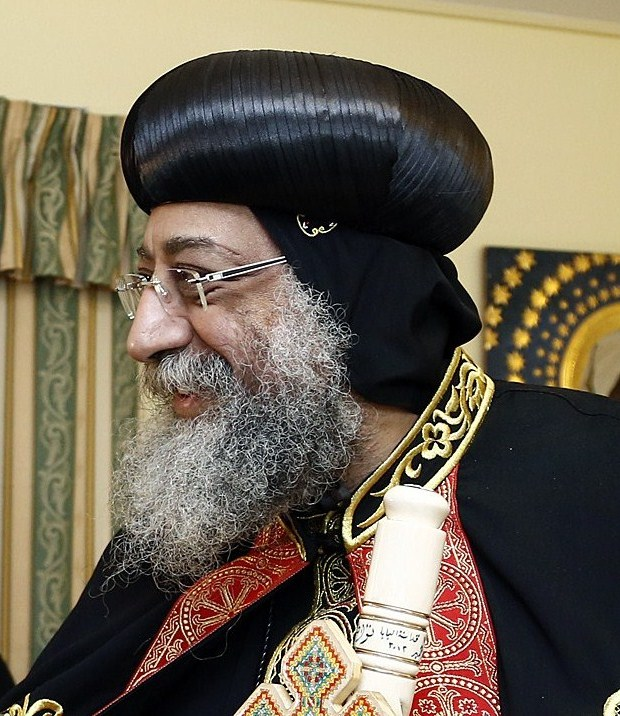
Tawadros II., amtierender Patriarch von Alexandrien und Papst der koptischen Kirche

Die folgenden Personen waren Patriarchen und Päpste der koptisch-orthodoxen Kirche. Die Patriarchen vor dem Schisma stehen in der Liste der Patriarchen von Alexandria. Die hier vorgenommene Zählung der Patriarchen entspricht nicht der offiziellen der koptischen Kirche (dazu siehe die französische Wikipedia).
1. Petros III. Mongos (477–489)
2. Athanasios II. Keletes (489–496)
3. Johannes I. (496–505)
4. Johannes II. (505–516)
5. Dioscoros II. (516–517)
6. Timotheos III. (517–535)
7. Theodosios I. (535–566)
8. Dorotheos (565–580)
9. Damianos (578–607)
10. Anastasios (607–619)
11. Andronikos (619–654 ?)
12. Benjamin I. (622-661 ?)
13. Agathon (654–673 ?)
14. Yoannis III. (681–689)
15. Isaac (689–692)
16. Simeon I. (692–700)
17. Alexandros II. (702–729)
18. Kosma I. (729–730)
19. Tawadros I. (730–742)
20. Mikhael I. (743–767)
21. Mina I. (767–775)
22. Yoannis IV. (776–799)
23. Markos II. (799–819)
24. Yakub (819–830)
25. Simeon II. (830)
26. Yousab I. (831–849)
27. Khail II. (849–851)
28. Kosma II. (851–858)
29. Schenuda I. (859–880)
30. Khail III. (880–907)
31. Gabriel I. (910–921)
32. Kosma III. (921–933)
33. Macari I. (933–953)
34. Theophelios (953–956)
35. Mina II. (956–974)
36. Abraham (975–978)
37. Philotheos (979–1003)
38. Zacharias (1004–1032)
39. Schenuda II. (1032–1046)
40. Khristosolos (1047–1077)
41. Kyrillos II. von Alexandria (Kirellos II.; 1078–1092)
42. Mikael IV. (1092–1102)
43. Gabriel II. (1102–1128)
44. Mikael V. (1145–1146)
45. Yoannis V. (1146–1166)
46. Markos III. (1166–1189)
47. Yoannis VI. (1189–†7./8. Januar 1216)[1]
48. Kirellos III. (Kyrillos III. Ibn Laqlaq; 1235–1243)[2]
49. Athanasios (1250–1261)
50. Yoannis VII. (1261–1268)
51. Gabriel III. (1268–1271)
52. Yoannis VII. (1271–1293)
53. Theodosios III. (1293–1300)
54. Yoannis VIII. (1300–1320)
55. Yoannis IX. (1320–1327)
56. Benjamin II. (1327–1339)
57. Petros V. (1340–1348)
58. Markos IV. (1348–1363)
59. Yoannis X. (1363–1369)
60. Gabriel IV. (1370–1378)
61. Matheos I. (1378–1408)
62. Gabriel V. (1408–1427)
63. Yoannis XI. (1428–1453)
64. Matheos II. (1453–1466)
65. Gabriel VI. (1466–1475)
66. Mikhail IV. (1475–1477)
67. Yoannis XII. (1480–1483)
68. Yoannis XIII. (1483–1524)
69. Gabriel VII. (1526–1569)
70. Yoannis XIV. (1573–1589)
71. Gabriel VIII. (1590–1601)
72. Markos V. (1610–1621)
73. Yoannis XV. (1621–1631)
74. Matheos III. (1631–1645)
75. Markos VI. (1645–1660)
76. Matheos IV. (1660–1676)
77. Yoannis XVI. (1676–1718)
78. Petros VI. (1718–1726)
79. Yoannis XVII. (1727–1745)
80. Markos VIII. (1745–1770)
81. Yoannis XVIII. (1770–1797)
82. Markos IX. (1797–1810)
83. Petros VII. (1810–1854)
84. Kirellos IV. (1854–1861)
85. Dimitrios II. (1862–1870)
86. Kirellos V. (1874–1927)
87. Yoannis XIX. (1929–1942)
88. Makarius III. (1944–1945)
89. Yusab II. (1946–1956)
90. Kirellos VI. (1959–1971)
91. Schenuda III. (1971–2012)
92. Tawadros II. (seit 2012)